# Lesi Zoltán
Lesi Zoltán (Gyula, 1982. november 13. –) magyar költő, műfordító, programozó.

## Tanulmányai
2001-ben érettségizett a békéscsabai Széchenyi István Közgazdasági és Külkereskedelmi Szakközépiskolában. 2006-ban szerzett diplomát a Szegedi Tudományegyetem programtervező szakán. A diplomamunkája egy verselemző program volt, amely Weöres Sándor szonettjein végzett elemzést Fónagy Iván programtervezete és tanuló algoritmusok segítségével.

## Irodalmi pályafutása
2006 óta publikál rendszeresen irodalmi folyóiratokban. Verseit közölte többek között az Alföld, a Bárka, az Élet és Irodalom, a Hévíz, a Holmi, a Jelenkor, a Műút, a Népszabadság, a Parnasszus, a Tiszatáj és az Új Forrás. Tagja a Fiatal Írók Szövetségének, a József Attila Körnek és a Szépírók Társaságának. Első verseskötete Daphnis ketskéi a Fiatal Írók Szövetsége kiadásában jelent meg 2009-ben. Kollár Árpád a Tiszatájban ezt írta a kötetről: "Lesi Zoltán merész költő: az imitáció alakzatát helyezi első kötetének középpontjába. Nem másol, nem utánoz, tudatos és koncentrált, egyben visszafogott, a hibára is fogékony költői játék módszerével imitálja a rokokó költészetet."
Második verseskötete 2014-ben Merül címmel jelent meg a JAK-füzetek 184. köteteként látott napvilágot a József Attila Kör és a Prae.hu gondozásában. Herczeg Ákos a Műútban ezt írta a kötetről: "Lesi új könyve jól kitapinthatóan az otthonteremtés és az otthont jelentő család körüli, alig észlelhetően befészkelődő unheimlich érzés megfogalmazódása, illetőleg e belátás következményei közti térben tájékozódik arról, mi játszódik le az önmaga tettével elszámolni kénytelen szülőben és mi a gyerekben, akinek fokról fokra kell leépítenie magában a család nyújtotta biztonság kezdeti ígéretét."
2013 óta Bécs-Budapest Tranzit néven irodalmi csereprogramot szervez, amelynek keretében osztrák írókat mutatnak be Budapesten és magyarokat Bécsben. 2014-től a Fiatal Írók Szövetsége és Jelenkor Kiadó közös Horizontok világirodalmi sorozatának a szerkesztője. Ali Abdollahi, Andreas Altmann, Gerhild Steinbuch, Michael Donhauser, Monika Rinck és Simon Armitage versei és prózáit fordította magyarra. 2016-ban Móricz Zsigmond-ösztöndíjat kapott. Verseit angol, német és szerb nyelvre is lefordították.

## Művei

### Önálló kötetek
- Daphnis ketskéi, versek, Fiatal Írók Szövetsége, Bp., 2009 (FISZ könyvek)
- Merül, versek, József Attila Kör, 2014
- Karton és Matild. A zombimentők, mesekönyv, Móra kiadó, 2017 (illusztráció: Lanczinger Mátyás)
- Magasugrás; Palimpszeszt Kulturális Alapítvány–Prae.hu, Bp., 2019

### Antológiák
- Szép versek 2017, Magvető, 2017
- Szép versek 2016, Magvető, 2016
- Szép versek 2015, Magvető, 2015
- Használati utasítás, Palatinus, 2008

### Szerkesztett kötetek
- Seamus Heaney: Élőlánc, FISZ és Jelenkor kiadó Horizontok sorozata, 2016
- Norman Manea: Kötelező boldogság, FISZ és Jelenkor kiadó Horizontok sorozata, 2016
- Anna Kim: Jéggé fagyott idő, FISZ és Jelenkor kiadó Horizontok sorozata, 2016
- Radoslav Petković: A halál tökéletes emlékezete, FISZ és Jelenkor kiadó Horizontok sorozata, 2016

## Díjak, ösztöndíjak
- 2016: Móricz Zsigmond-ösztöndíj
- 2017: Solitude-ösztöndíj
- 2018: Babits Mihály műfordítói ösztöndíj